# Östergötlands runinskrifter 10

Runinskrift Ög 10 är en runsten som står knappt en kilometer öster om Askeby kyrka, nära byn Lilla Greby i Askeby socken och Linköpings kommun. 

## Stenen
Stenen är av gnejsgranit. Den står i utkanten av ett skogsparti och vid en backe med en liten stenbro över en bäck. Troligen låg den i texten omtalade bron på just denna plats. I samma backe kan även forntida hålvägar anas. Runstenen kan utifrån sin formgivning med rakt avslutade skriftband och utan ornamentik dateras till 980-1015. Stilen kallas RAK. Den från runor translittererade texten följer nedan:

## Inskriften
Translitterering av runraden:
...--- : auk kair--- litu : kiara : brou : þasi ... ...-- litu risa stin : þisa : aifʀ s:kar/s:karf| |f-ita : sin kuþan
Normalisering till runsvenska:
... ok Gæiʀ... letu giæra bro þasi ... ... letu ræisa stæin þennsa æftiʀ Skær/Skarf, f[r]ænda sinn goðan.
Översättning till nusvenska:
... och Geir ... lät göra denna bro ... lät resa denna sten efter Sker/Skarf, sin gode frände.